# Hwachae

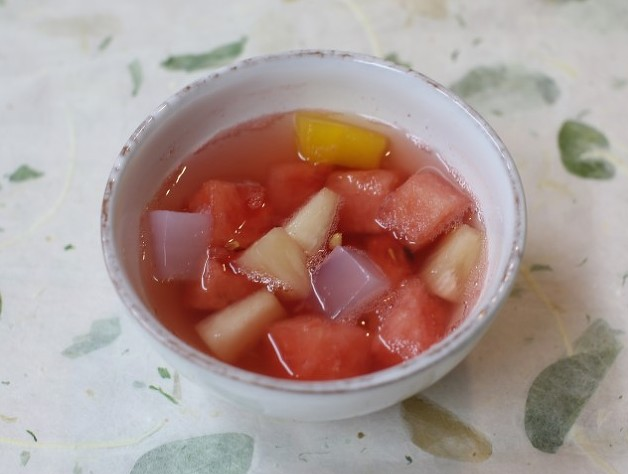
Subak-hwachae mit Wassermelone

Hwachae (koreanisch 화채) ist eine allgemeine Bezeichnung für traditionelle Punschgetränke der koreanischen Küche, die aus verschiedenen Früchten oder essbaren Blütenblättern hergestellt werden. Die Früchte und Blüten werden in Honigwasser oder Magnolienbeeren-Saft (Omija-cha, koreanisch 오미자차) und Honig eingeweicht. Heutzutage werden auch kohlensäurehaltige Softdrinks und Fruchtsäfte verwendet.